# Unione Sportiva Ragusa 1980-1981
Questa voce raccoglie le informazioni riguardanti l'Unione Sportiva Ragusa nelle competizioni ufficiali della stagione 1980-1981.
| N. |                   | Ruolo | Calciatore          |
| -- | ----------------- | ----- | ------------------- |
|    | Italia (bandiera) | D     | Antonio Alfarone    |
|    | Italia (bandiera) | P     | Giuseppe Avagliano  |
|    | Italia (bandiera) | D     | Egidio Belfatto     |
|    | Italia (bandiera) |       | Callea              |
|    | Italia (bandiera) |       | Carfì               |
|    | Italia (bandiera) |       | Casadei             |
|    | Italia (bandiera) | A     | Carmelo Cassarino   |
|    | Italia (bandiera) | A     | Ezio Castellucci    |
|    | Italia (bandiera) | D     | Natale Corallo      |
|    | Italia (bandiera) |       | Cundari             |
|    | Italia (bandiera) | D     | Francesco De Felice |
|    | Italia (bandiera) |       | Giaquinta           |
|    | Italia (bandiera) | A     | Aldo Gravante       |
|    | Italia (bandiera) | D     | Salvatore Guastella |
|    | Italia (bandiera) | D     | Fernando Iazzolino  |
|    | Italia (bandiera) |       | La Rosa             |
|    | Italia (bandiera) | D     | Antonino Leonardi   |

| N. |                   | Ruolo | Calciatore          |
| -- | ----------------- | ----- | ------------------- |
|    | Italia (bandiera) |       | Marotta             |
|    | Italia (bandiera) | C     | Luigi Massimilla    |
|    | Italia (bandiera) |       | G. Mazza            |
|    | Italia (bandiera) | P     | Maurizio Mazza      |
|    | Italia (bandiera) |       | Meloni              |
|    | Italia (bandiera) | C     | Teodoro Messina     |
|    | Italia (bandiera) | C     | Nicolò Morello      |
|    | Italia (bandiera) | A     | Maurizio Nisticò    |
|    | Italia (bandiera) | C     | Giovanni Occhipinti |
|    | Italia (bandiera) | D     | Salvatore Piccolo   |
|    | Italia (bandiera) |       | Puzzoni             |
|    | Italia (bandiera) |       | Rosa                |
|    | Italia (bandiera) |       | Rumè                |
|    | Italia (bandiera) | C     | Giorgio Saggese     |
|    | Italia (bandiera) | D     | Vincenzo Scrofani   |
|    | Italia (bandiera) | A     | Francesco Sortino   |
|    | Italia (bandiera) | D     | Rosario Spadaro     |